# Ain’t Talkin’ ’bout Love
Ain't Talkin' 'bout Love (с англ. — «Не Говорю о Любви») — четвёртый сингл хард-рок группы Van Halen с альбома Van Halen, вышедший 25 октября 1978 года на лейбле Warner Bros.

## О сингле
Эта песня — одна из немногих песен эпохи Дэвида Ли Рота, которую его замена, Сэмми Хагар, был готов спеть на концерте, когда присоединился к группе в середине 80-х.
Когда Эдди Ван Хален написал эту песню, он не считал её достаточно хорошей, чтобы показать её своим коллегам по группе. Он показал её только через год. Он сказал, что это должна быть пародия на панк-рок, "глупая вещь для нас, всего два аккорда. В конечном итоге это не прозвучало как панк, но таково было намерение". Гитарное соло было удвоено в наложениях с электрическим ситаром.

## Приём
Чак Клостерман из Vulture.com поставил её на 25 место из 131 песен Van Halen, назвав её "мощной и запоминающейся, и я знаю, что она окончательна, но она кажется песней для группы с меньшим потенциалом энтузиазма".
Песня была описана как "[закладывающая] стиль и настроение того, что станет металлом 80-х". Он также был назван "самым хэви-металлическим треком" группы.

## Список композиций
США/Канада 7" Сингл
| №  | Название                   | Длительность |
| -- | -------------------------- | ------------ |
| 1. | «Ain't Talkin' 'bout Love» | 3:50         |

| №  | Название                 | Длительность |
| -- | ------------------------ | ------------ |
| 1. | «Feel Your Love Tonight» | 3:40         |

Промосингл США
| №  | Название                          | Длительность |
| -- | --------------------------------- | ------------ |
| 1. | «Ain't Talkin' 'bout Love» (mono) | 3:50         |

| №  | Название                            | Длительность |
| -- | ----------------------------------- | ------------ |
| 1. | «Ain't Talkin' 'bout Love» (stereo) | 3:50         |

Японский сингл
| №  | Название                   | Длительность |
| -- | -------------------------- | ------------ |
| 1. | «Ain't Talkin' 'bout Love» | 3:50         |

| №  | Название                 | Длительность |
| -- | ------------------------ | ------------ |
| 1. | «Runnin’ with the Devil» | 3:32         |

## Участники записи
- Алекс Ван Хален — ударные
- Эдди Ван Хален — электрогитара, бэк-вокал
- Майкл Энтони — бас-гитара, бэк-вокал
- Дэвид Ли Рот — вокал